# 集合住宅
集合住宅是有多個住宅單元，具有共同基地和共同空間或設備，或共同持分土地產權、公共設施的建築物。符合條件的公寓、公寓大廈、透天厝、透天獨棟、別墅社區、住宅大廈及住商大樓等皆可屬之。在台灣適用《公寓大廈管理條例》。中国大陆依据《物业管理条例》进行管理。
集合住宅最早可以追溯到古羅馬時期中下階層羅馬人所居住的貧民住宅——因蘇拉（insula）。中國代表性建築有福建土樓。最早的公營住宅是倫敦郡議會所規劃的Boundary Estate。
在台灣、香港、澳門、新加坡等人口密度高的地方，以及各國都市區經常可以看到各種集合住宅。物業管理單位（可能為政府、屋主、或住戶協會）有權決定居住單位經營、銷售、出租的方式。文化及與法律制度等因素影響了各國住宅自有率和集合住宅主要的運作模式。歐洲的租屋比例高，尤以瑞士、德國、奧地利為最。德語表示集合住宅的詞意思即為「出租公寓」。瑞士、德國政府強力保障干預市場，限制租金調整、要求房東義務，且不得片面終止合約。相較瑞士的43%住宅自有率，日本為61%，台灣85%，新加坡、中國大陸則在90%以上。

## 類型
公寓
廣義上凡多個居住單位的住宅都可稱為公寓。一般單稱公寓時常指樓層數較少、沒有電梯設備的住宅。而多樓層多住戶建築物都會被視為公寓型態。
公寓大廈
樓層數多的住宅，甚至可能數十層樓以上的高層建築。
雙併屋、雙連屋、孖屋（semi-detached、twin house）
半獨立式住宅，房屋一側與他屋相連。可能建案最初就是如此設計，或由兩間獨立屋改建成合併住宅、大宅改成兩戶房屋。
排屋
有連續的地基，一棟專供一戶使用的連棟式長排建築物。各棟有獨自的出入口，但兩棟間共用一堵分戶牆。英語「terraced house」由露臺而來，形容一排住宅有統一的前觀和高度。英式英語稱「terraced house」，美式英語稱「townhouse」，基本上為有斜面屋頂的房子。
城區住宅、聯排別墅、鎮屋（townhouse）
擁有多個樓層的排屋（以雙層構造為主），與排屋的差別在於一棟提供給至少兩戶使用。小尺寸的聯排別墅通常允許住戶能夠步行或搭乘大眾交通工具至城市的商業區和工業區。可以但不一定要是排屋或雙併屋。
townhouse原本的英式用法意指貴族在城市中的寓所，而非本邸。日式的鎮屋建築「長屋」亦常翻譯為「townhouse」。
複式單位、樓中樓
將兩層樓中間的部分樓板取消設計或打通，並設置樓梯，提高一個居住單位所能使用的樓板面積量以增設更多屋內設備，在公寓大廈和獨立別墅都可見到。由於和一般住宅相比安全結構設計必須更為注意，有法規嚴格規範上層樓板面積比等細節。
集體住宅（Tenement）
公寓的形式之一，通常為連棟、一層分割為多戶的低樓層住宅。地面層常做為商店，而以住商混合的型態使用。在英語系國家，「Tenement」常帶有貶義的用來稱呼廉價公寓。
宿舍
學校、政府、公司等機構提供給所屬人員的集合住所。簡易的宿舍只有基本的床舖桌椅衣櫃及共用的衛浴設備，職員宿舍則可能是公寓的雅房或套房。
公營住宅
由政府興建並營運的住宅，通常是公寓型態。由政府出資興建和擁有業權，以廉價金額出租或販售予民眾，尤其是中低收入居民。
合作式公寓（Building co-operatives）
由多人或多個家庭組成合作社，以合作方式直接打造自己的家，住戶同為共有屋主，完成後成員通常直接擁有自己的家園。在某些情況下，道路、公共綠地和公共設施繼續為合作社所擁有。

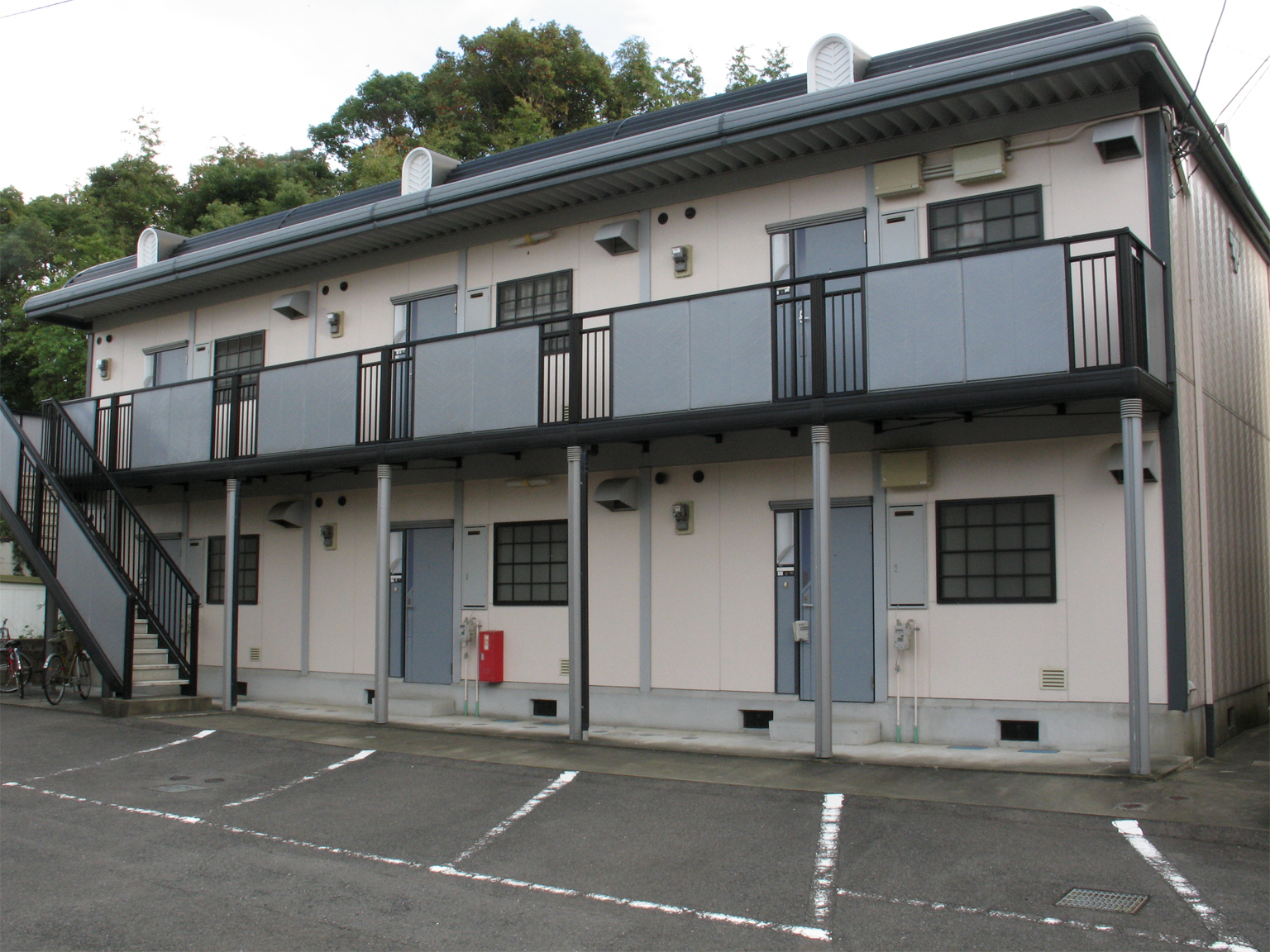
日本典型的兩層樓公寓
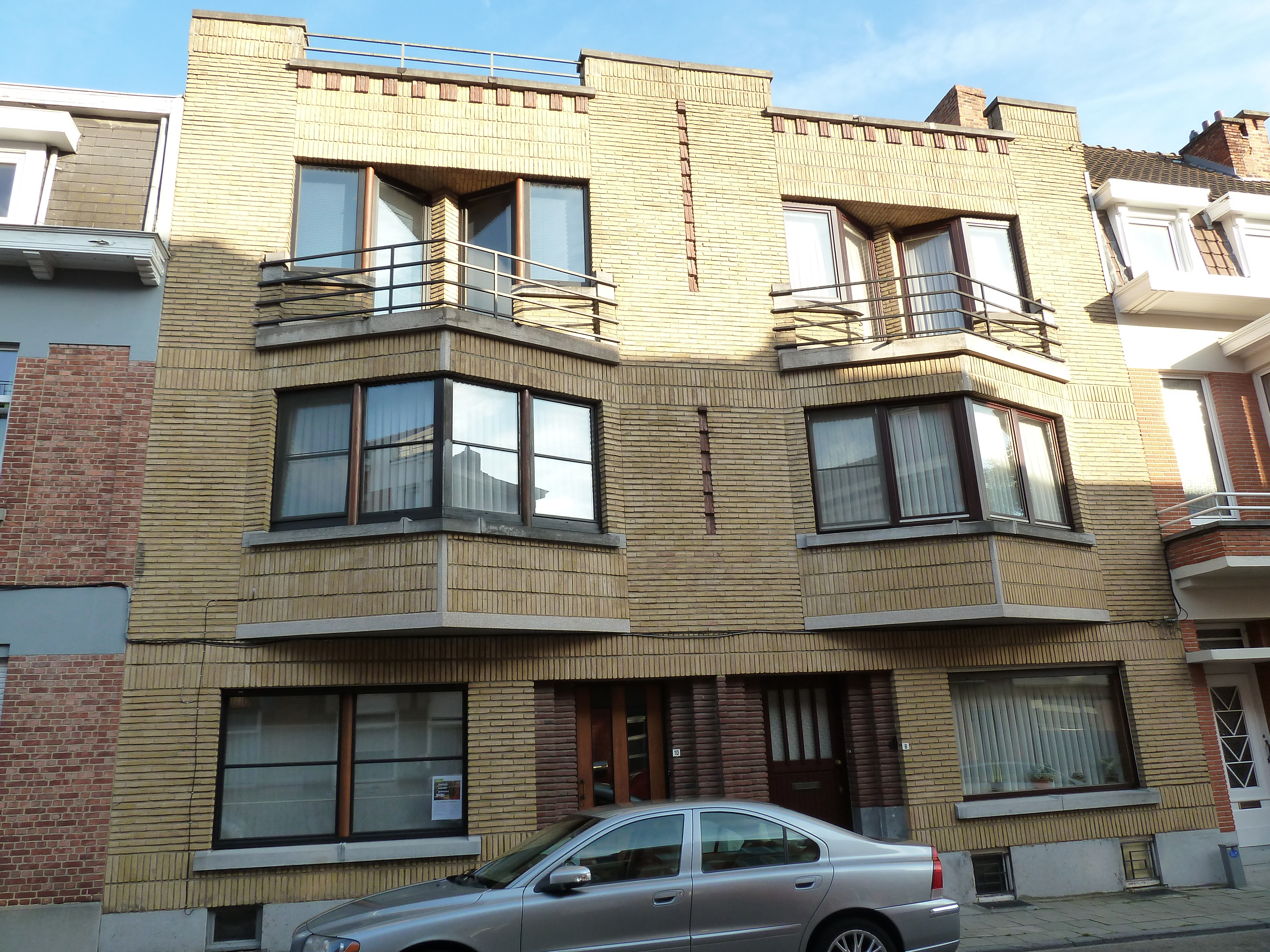
比利時魯汶的雙併屋
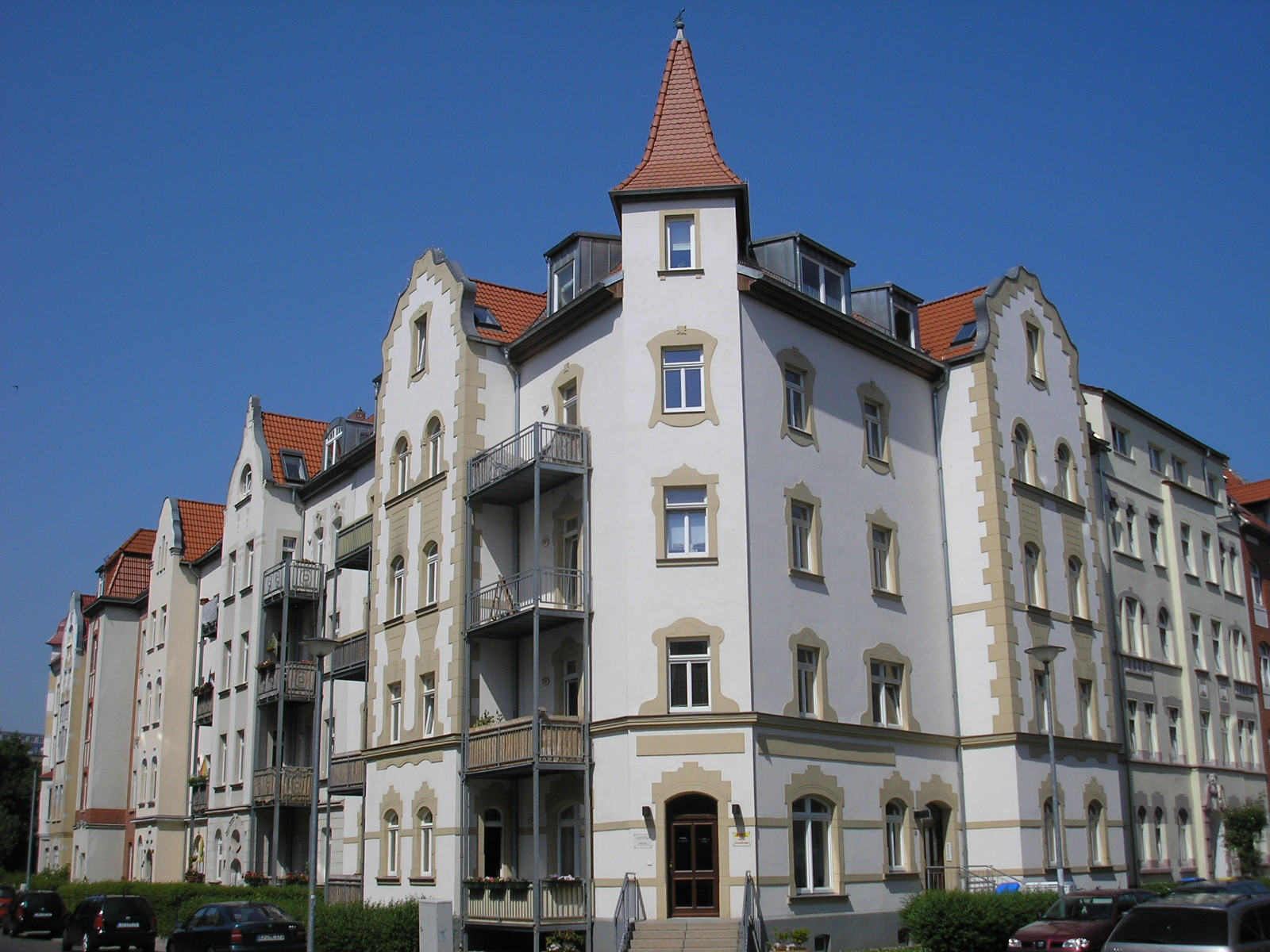
德國埃爾福特復古集合宅
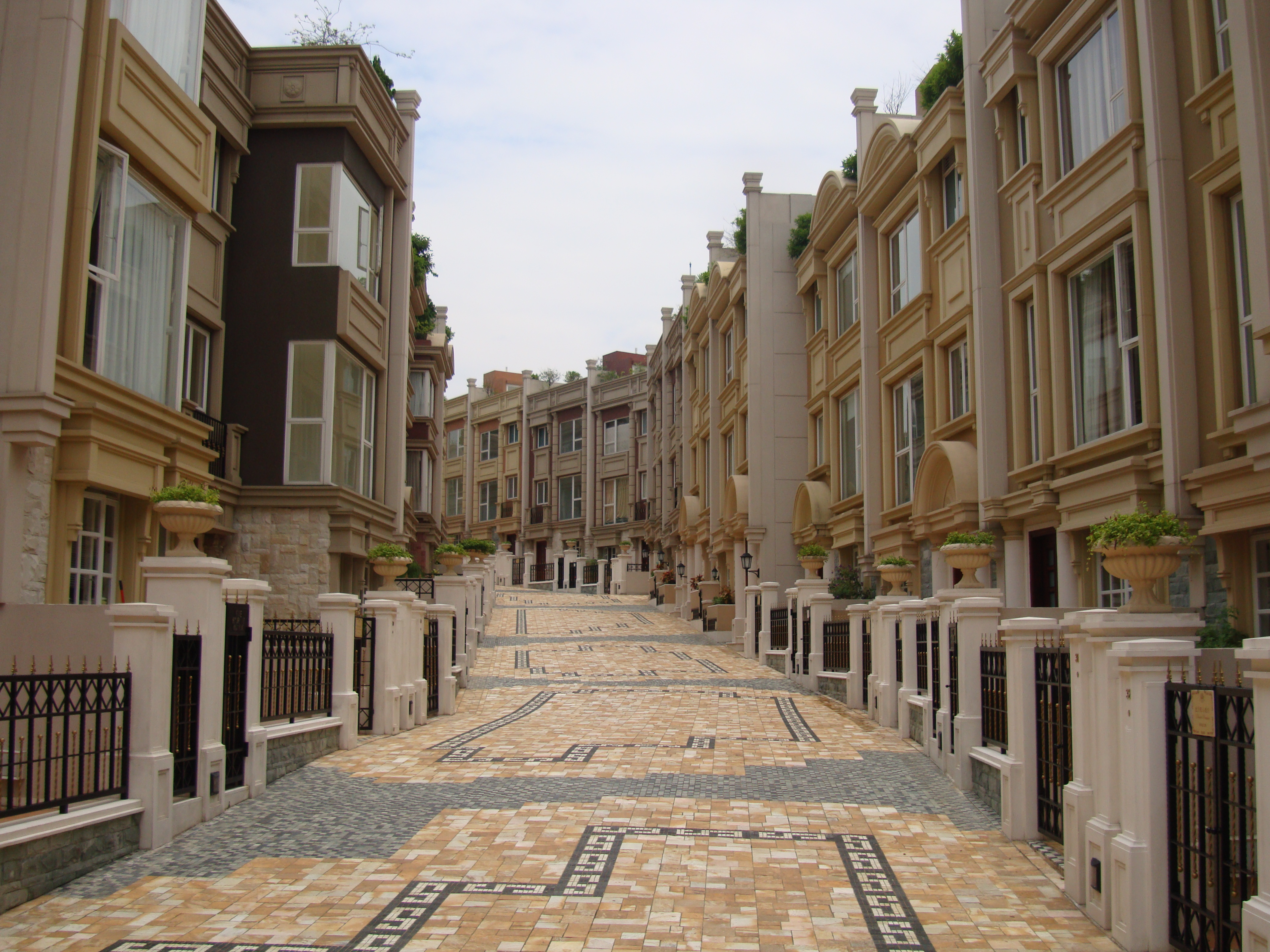
香港聯排別墅，比華利山別墅湖景道（第六街）
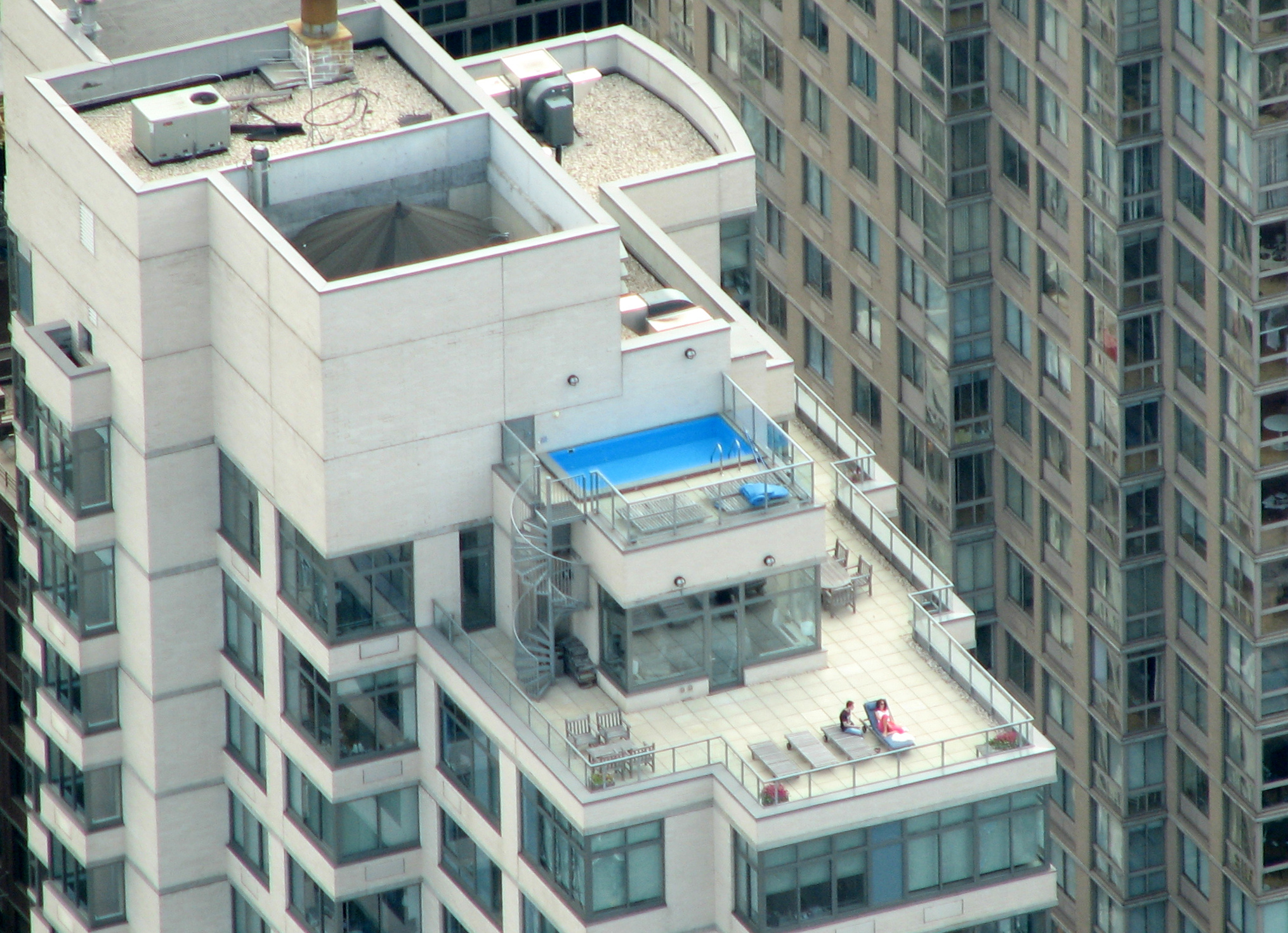
美国纽约市带有游泳池的空中别墅
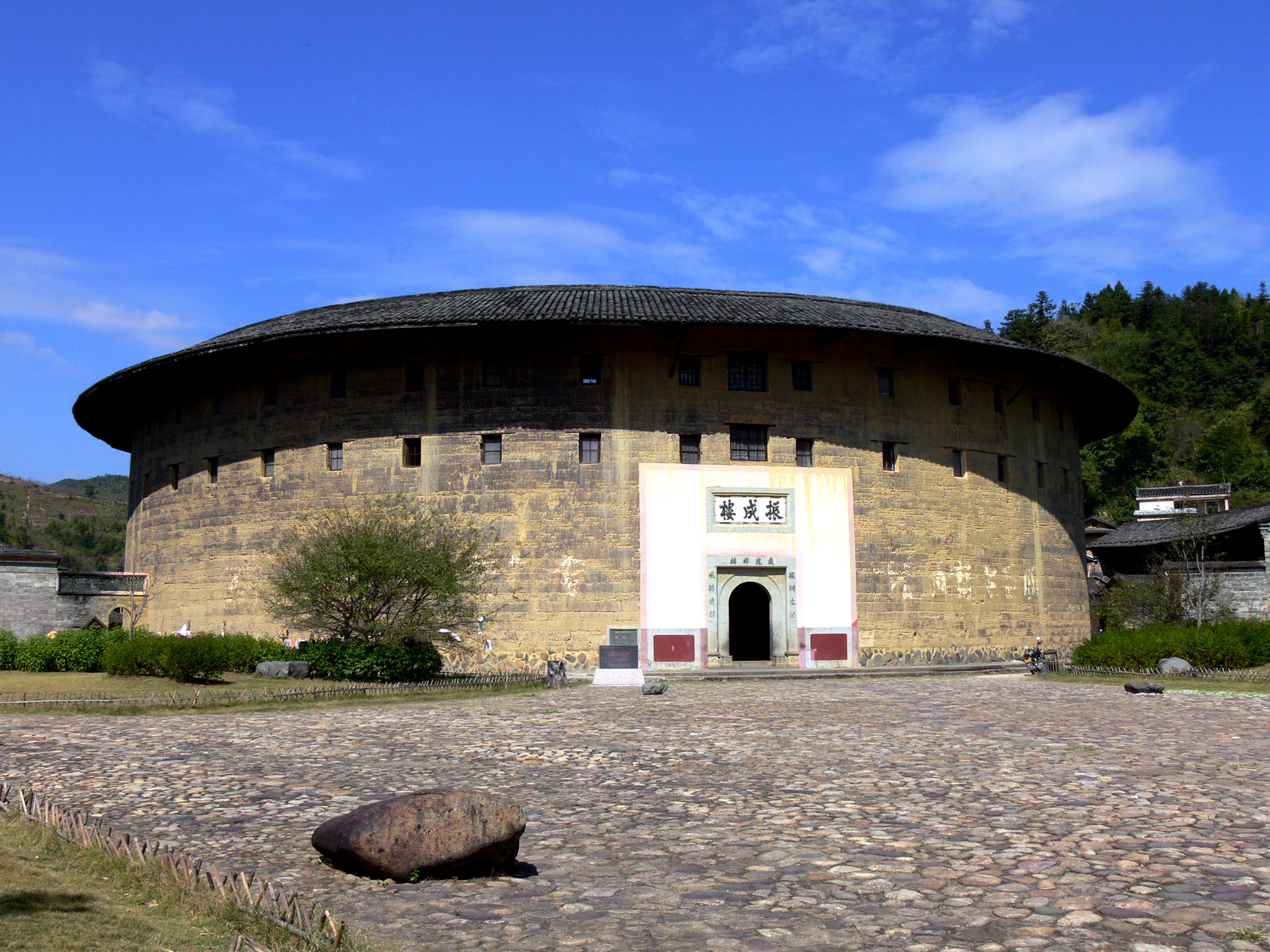
振成樓，位於福建省龍岩市永定縣的土樓
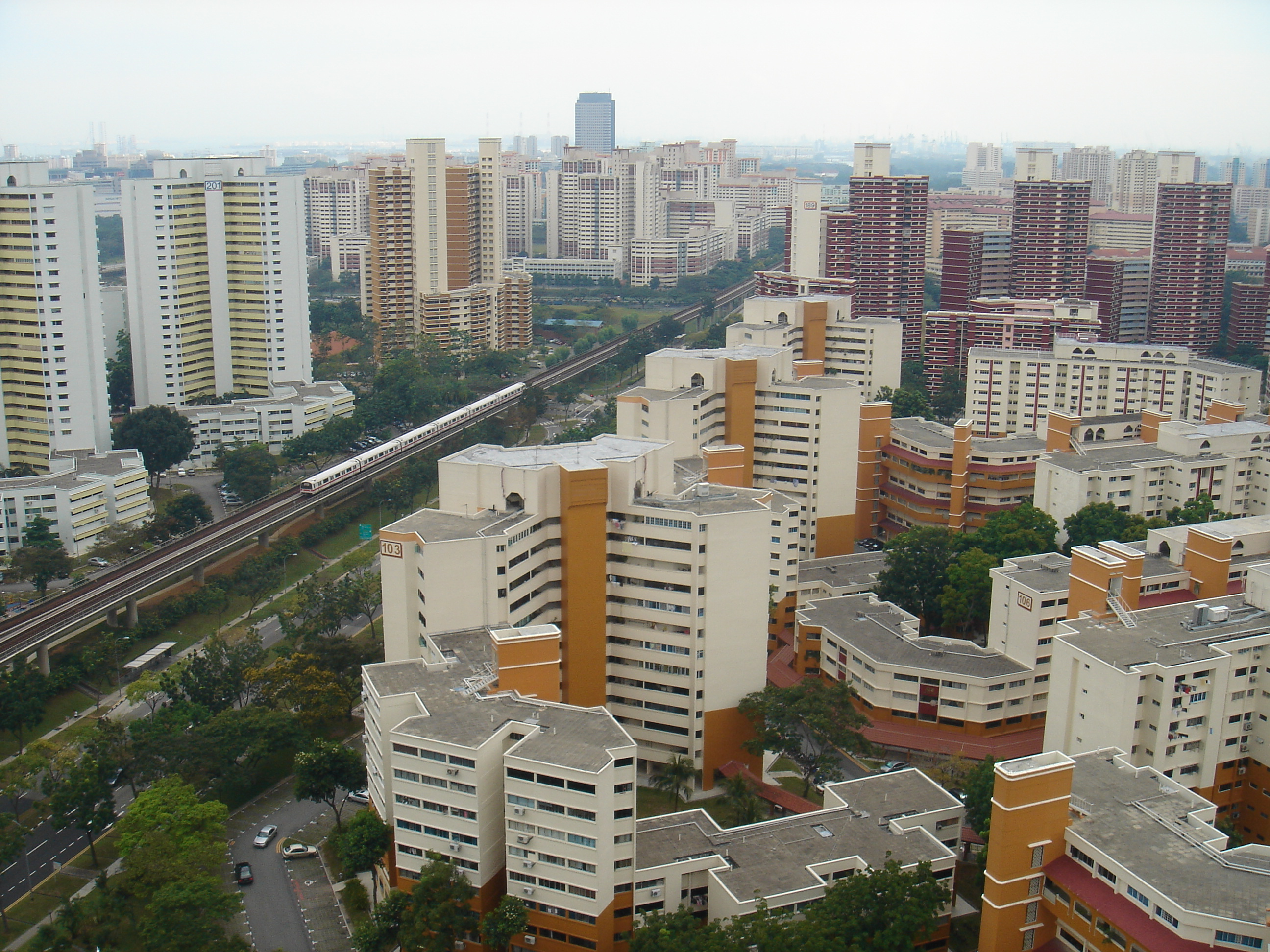
新加坡組屋
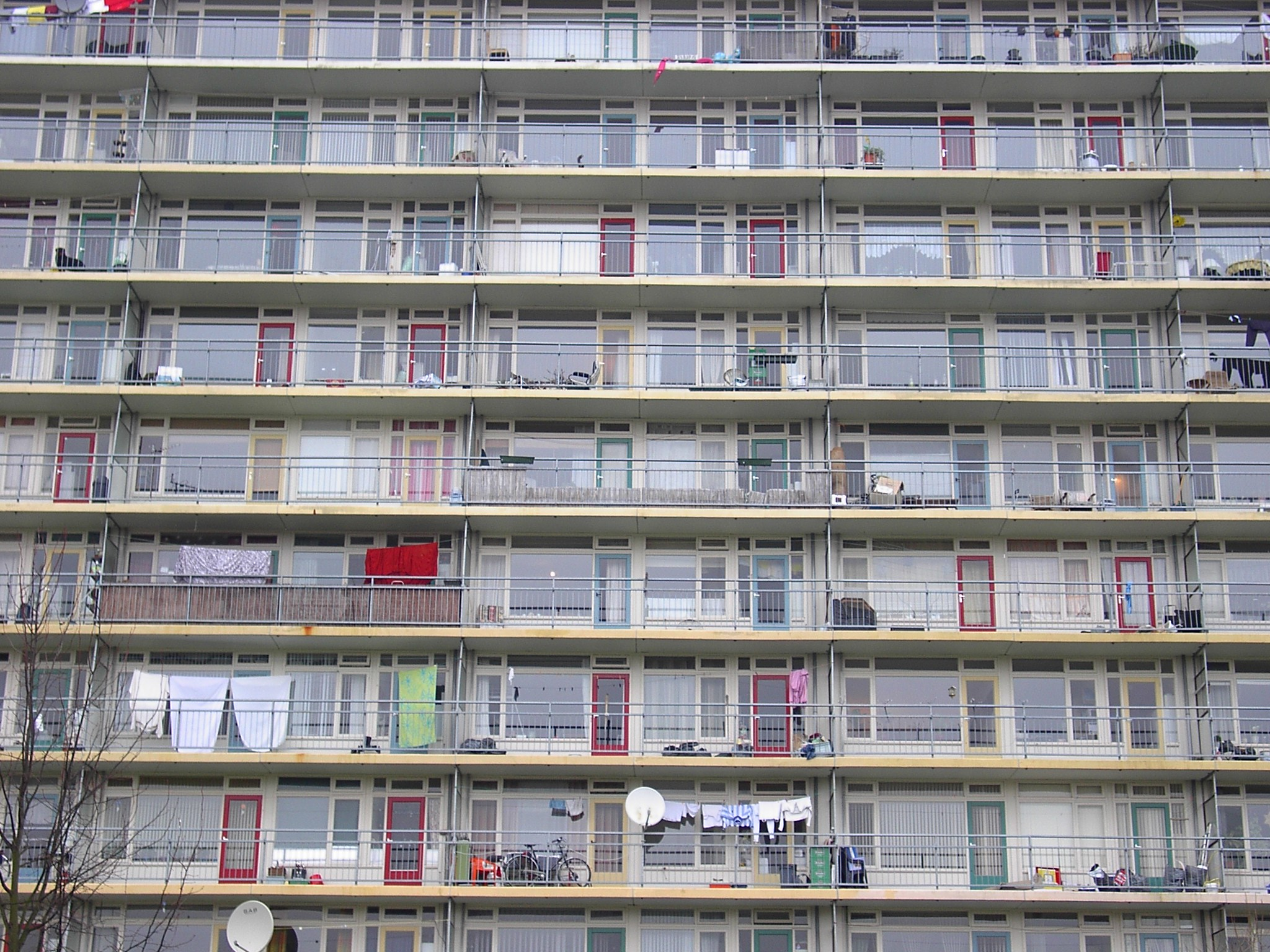
荷蘭茲沃勒長廊公寓
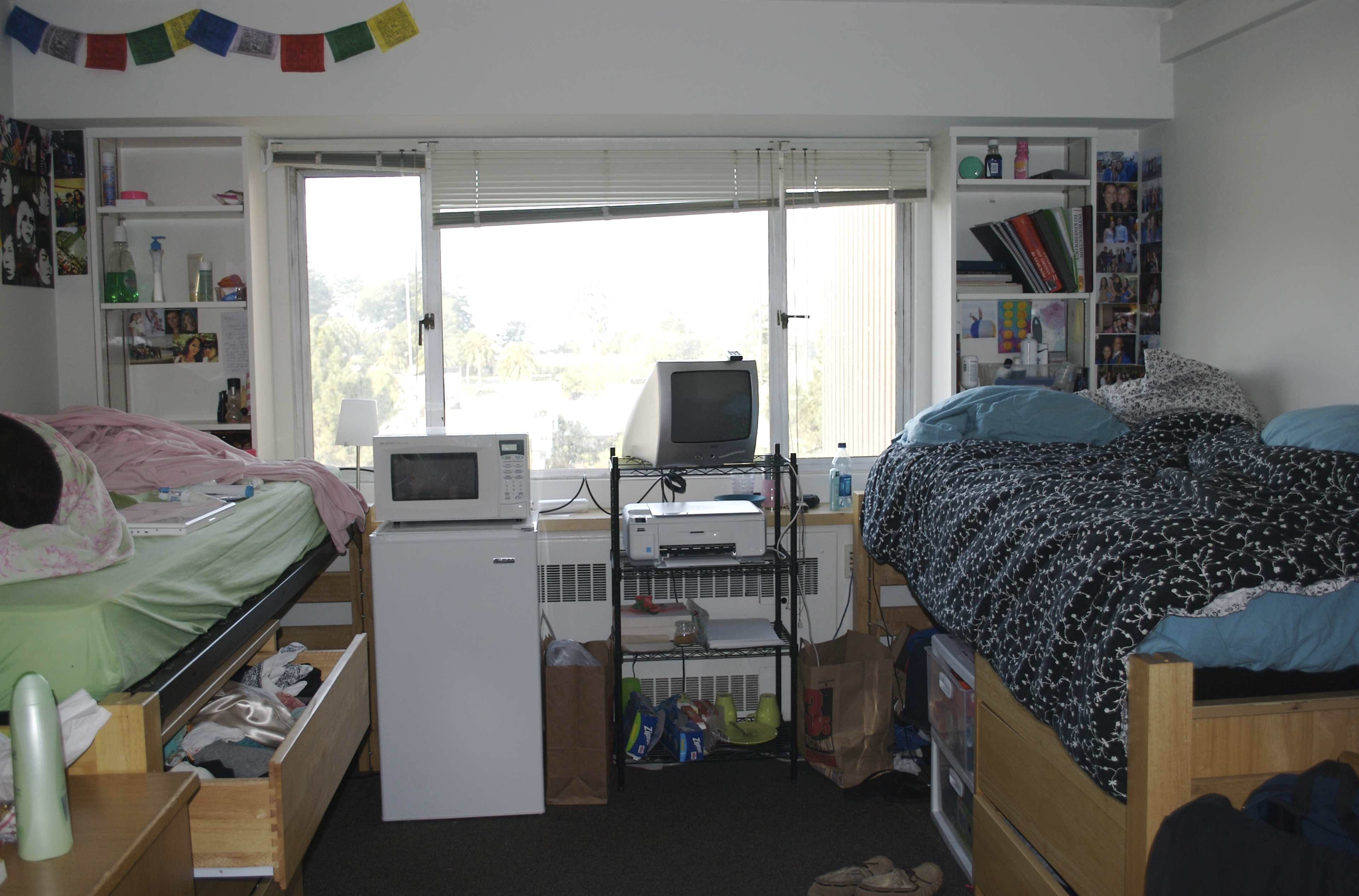
舊金山大學吉爾森樓學生宿舍（日语：学生寮）房間內部

## 都市更新
當集合住宅面臨老舊、毀壞的問題，或政策推行，而需要改建。除了只租不售的情況外，通常住戶各自為區分所有權人（中國大陸稱業主），改建必須得到一定比例以上的住戶同意才可進行。
台灣1998年制定公布《都市更新條例》，以指定都市更新地區或民間自劃都市更新單元為對象，主要以重建方式推動都市更新。921大地震後訂定了《災後重建計畫工作綱領》及《九二一震災地區都市更新程序簡化作業規定》以利災後重建工作。
日本於1970年代開始大量推出公寓住宅，至2010年止，屋齡超過30年者已經達100萬戶以上。因此日本政府於2002年訂定「集合住宅重建促進法」（マンションの建替え等の円滑化に関する法律），由住戶組成具法人格的重建協會，取得3/4以上住戶同意，經縣市首長許可後始可進行。

## 外部連結
- 集合住宅博物館 （日語）
- 集合住宅歴史館 （页面存档备份，存于） （日語）
- 公寓大廈管理條例 | 中華民國內政部營建署全球資訊網 （页面存档备份，存于） （繁體中文）
- 《物业管理条例》（国务院令第504号修订）-中国物业服务顾问网 （简体中文）